# Jardín Viejo
Jardín Viejo är en ort i Mexiko.   Den ligger i kommunen Álamo Temapache och delstaten Veracruz, i den sydöstra delen av landet, 220 km nordost om huvudstaden Mexico City. Jardín Viejo ligger 20 meter över havet och antalet invånare är 604.
Terrängen runt Jardín Viejo är platt. Runt Jardín Viejo är det ganska tätbefolkat, med 65 invånare per kvadratkilometer. Närmaste större samhälle är Temapache, 17,2 km norr om Jardín Viejo. Trakten runt Jardín Viejo består till största delen av jordbruksmark.